# Pandemia di COVID-19 in Irlanda
La pandemia di COVID-19 in Irlanda è iniziata, con il primo caso, il 29 febbraio 2020, ed entro tre settimane c'erano casi confermati in tutte le contee. La pandemia ha colpito molti aspetti della società. Il 12 marzo 2020, il governo ha chiuso tutte le scuole, i college, le strutture per l'infanzia e le istituzioni culturali, e ha consigliato di cancellare i grandi raduni. I festeggiamenti per il giorno di San Patrizio sono stati sospesi e il Taoiseach, Leo Varadkar, si è rivolto alla nazione quella notte. Il 24 marzo quasi tutte le attività commerciali, i locali, le strutture e i servizi sono stati chiusi; ma erano consentite riunioni fino a 4 persone. Tre giorni dopo, il 27 marzo, il governo ha imposto un ordine di soggiorno a casa, vietando tutti i viaggi non essenziali e il contatto con persone fuori casa (inclusi familiari e partner). Gli anziani e le persone con determinate condizioni di salute sono stati invitati a restare sempre in casa (cocooning). Le persone erano tenute a rispettare il distanziamento sociale in pubblico. Alla Garda Síochána è stato dato il potere di far rispettare le misure, ripetutamente prorogate fino al 18 maggio 2020.
Le restrizioni imposte hanno causato una forte recessione, un aumento senza precedenti della disoccupazione e gravi danni a tutti i settori. Sono stati istituiti un'indennità di disoccupazione pandemica e un regime di sussidio salariale temporaneo relativo alla crisi legata alla COVID-19. Tutti i corsi estivi di lingua irlandese del 2020 nel Gaeltacht sono stati annullati. L'Health Service Executive (HSE) ha lanciato una campagna di reclutamento, chiedendo agli operatori sanitari e non sanitari di "essere a disposizione per l'Irlanda". Il governo del 32° Dáil è rimasto in carica durante i primi mesi della pandemia fino alla nomina del suo successore il 27 giugno. Il Dáil Éireann ha avuto sedute con meno membri e si è trasferito al Convention Center di Dublino per facilitare l'applicazione del distanziamento sociale. L'Oireachtas ha approvato un atto di emergenza che conferisce allo Stato il potere di detenere persone, limitare i viaggi e tenere le persone nelle loro case per controllare la diffusione del virus.
Entro la metà di aprile, il National Public Health Emergency Team (NPHET), parte del ministero della salute irlandese, ha riferito che il tasso di crescita della pandemia era stato portato "al minimo necessario", che la curva dei contagi si era appiattita e che non ci sarebbe stato alcun picco in arrivo. I casi giornalieri e i decessi sono diminuiti lentamente nei mesi di giugno e luglio 2020. Ad agosto 2020 è stato imposto un lockdown regionale di tre settimane in tre contee a seguito di un aumento significativo dei casi confermati principalmente negli stabilimenti di lavorazione della carne. Nell'ottobre 2020, le restrizioni del lockdown sono state reimplementate a livello nazionale a seguito di un rapido aumento dei casi confermati e della seconda ondata di COVID-19 in Irlanda. Il secondo lockdown ha portato il tasso di incidenza dell'Irlanda a 14 giorni a essere il più basso nell'Unione europea, e le restrizioni sono state allentate all'inizio di dicembre. Una terza ondata è arrivata in Irlanda durante il mese di dicembre. Il governo ha agito rapidamente e il 24 dicembre, le restrizioni del lockdown sono state reimplementate a livello nazionale a seguito di un altro aumento di casi confermati nel Paese. Il giorno di Santo Stefano, la prima spedizione del vaccino Pfizer-BioNTech è arrivata nella Repubblica d'Irlanda. Le vaccinazioni sono iniziate tre giorni dopo, il 29 dicembre 2020.
Ad aprile 2020, più del 90% di coloro che sono morti aveva più di 65 anni e la maggior parte aveva anche malattie di base o viveva in case di riposo.
Il 5 maggio 2023, l'Organizzazione mondiale della sanità dichiara ufficialmente la fine della pandemia.

## Statistiche

Evoluzione dei casi di COVID-19 in Irlanda
Evoluzione della pandemia in Irlanda su scala logaritmica

## Cronologia
Il 28 febbraio 2020 è stata confermata la prima malattia di COVID-19 in Irlanda.
Il 31 marzo 2020 sono state segnalate 325 infezioni e 17 decessi, portando il numero totale di infezioni e decessi confermati rispettivamente a 3235 e 71 aumenti.
Il 23 aprile 2020 lo Chief Medical Officer (il più alto consigliere sanitario del governo) ha annunciato che delle 794 vittime finora, 361 (45%) provenivano da case di riposo e di cura. Questa percentuale corrispondeva all'incirca ai dati dell'OMS per tutta l'Europa.